# Extracte de llevat

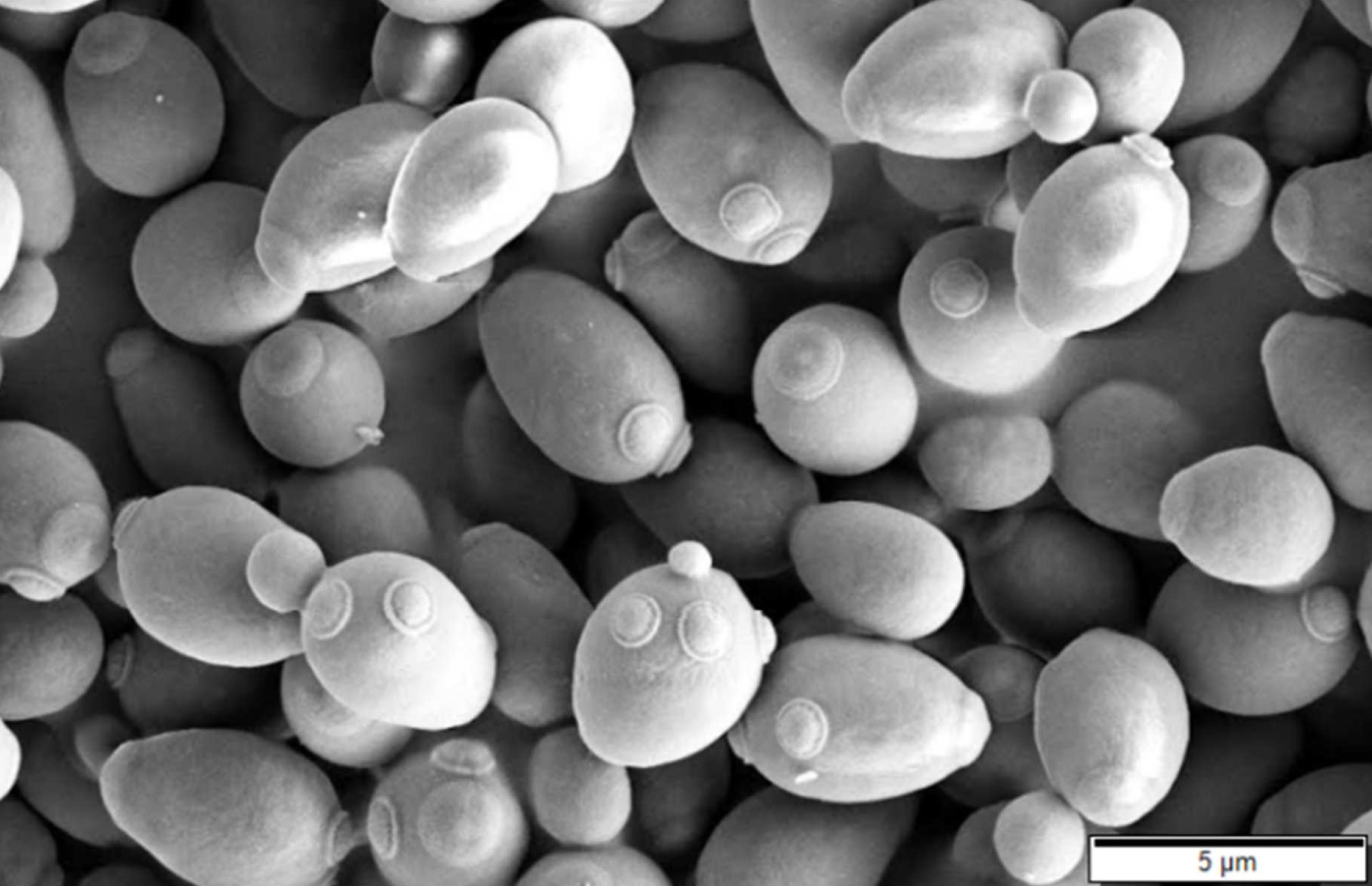
Imatge del llevat Saccharomyces cerevisiae feta per microoscopia electrònica d'escaneig (SEM)

L'extracte de llevat és un concentrat dels components solubles de cèl·lules de llevat que han patit un procés de disrupció cel·lular o trencament de les seves cobertes cel·lulars. El procés de disrupció cel·lular més comú a Europa per fer extractes de llevat és l'autòlisi, és a dir que s'usen els propis enzims de la cèl·lula i no hi ha addició externa. Els usos principals dels extractes de llevat són a la indústria alimentària com a potenciadors del gust, saboritzants i aromatitzants i en el context de laboratori, on s'utilitzen per preparar medis de cultiu microbiològic que necessiten una font de nitrogen complexa. Això és perquè són una excel·lent font de nutrients degut al seu contingut d'aminoàcids, vitamines i factors de creixement. La matèria primera dels extractes són soques de llevat, amb un elevat contingut proteic, que poden ser de creixement primari o subproductes de d'altres processos fermentatius. Un exemple d'això és el marmite, un derivat de l'extracte de llevat que s'obté com a subproducte de fermentació del procés d'elaboració de la cervesa Guiness. Altres productes fets a partir d'extracte de llevat són el Vegemite, Vitam-R, Cenovi i Bovril.

## Matèria primera
Tenen especial rellevància com a matèria primera dels extractes de llevat soques de Saccharomyces cerevisiae, que són cultivades sobre mels finals de processos fermentatius per a l'elaboració de cervesa, Kluyveromyces fragilis (crescudes sobre xerigot o mels de sucre) i Candida Utilis.

## Aplicacions

### Productes típics derivats dels extractes de llevat
De formes finals en que podem tribar l'extracte de llevat se'n diferencien 3 segons el percentatge d'aigua que conservin. En primer lloc es troben els extractes líquids amb un contingut de sòlids d'entre el 50 i 65%. Seguidament es troben les pastes viscoses (veure: marmite, vegemite), les quals tenen entre un 70 i 80 % de contingut sòlid. Per acabar la forma d'extracte de llevat en pols, complement secs i obtinguts a partir de processos intensius d'assecatge.

### Menjar
L'extracte de llevat és un potenciadors del gust, aconseguint intensificar el sabor d'altres productes, així com un saboritzant en si mateix ja que aporta els seus propis sabors, gràcies a la seva combinació d'àcids nucleics, pèptids, polipèptids, aminoàcids i altres components.
Degut a la seva riquesa en nutrients, l'extracte de llevat té un paper cada cop més destacat en l'elaboració sopes, brous, preparats de carn, salses com ara la salsa barbacoa, productes làctics i molts altres plats i elaboracions industrials alimentàries. És especialment apreciat pel seu gust a umami i pel fet que és apte per a vegans i vegetarians en no tenir origen animal.

### Preparació de medis de cultiu
Al seu un ric en vitamines, especialment de tipus B, aminoàcids i altres factors de creixement, és utilitzat àmpliament com a ingredient comú per a l'elaboració de medis de cultiu

### Cosmètics
Després de produir-se la disrupció cel·lular del llevat i gràcies a la posterior digestió enzimàtica, s'alliberen aminoàcids, pèptids i vitamines continguts a les parets cel·lulars. Aquests components i altres components actius poden ser útils en cosmètics pels seus efectes hidratants i activadors. Els fabricants del cosmètics afirmen que l'extracte de llevat revitalitza la pell i ajuda a lluitar contra la sequetat.